# جيرارد دينتون
جيرارد دينتون (7 أغسطس 1975 في أستراليا - ) (بالإنجليزية: Gerard Denton)‏ هو لاعب كريكت أسترالي. لعب مع فريق تسمانيا للكريكت وفريق فكتوريا للكريكت.

## وصلات خارجية
- جيرارد دينتون على موقع إي آس بي آن كريك إنفو (الإنجليزية)